# Sambenedettese Calcio 1923 2002-2003
Questa pagina raccoglie le informazioni riguardanti la Sambenedettese Calcio 1923 nelle competizioni ufficiali della stagione 2002-2003.

## Rosa
| N. |                         | Ruolo | Calciatore             |
| -- | ----------------------- | ----- | ---------------------- |
|    | Italia (bandiera)       | C     | Cristiano Camillucci   |
|    | Italia (bandiera)       | P     | Filippo Carfagna       |
|    | Italia (bandiera)       | A     | Andrea Cavazzini       |
|    | Italia (bandiera)       | C     | Roberto Corradi        |
|    | Italia (bandiera)       | D     | Andrea Cottini         |
|    | Italia (bandiera)       | C     | Massimo De Amicis      |
|    | Italia (bandiera)       | A     | Gennaro Delvecchio     |
|    | Italia (bandiera)       | D     | Pasqualino Di Serafino |
|    | Italia (bandiera)       | A     | Massimiliano Fanesi    |
|    | Italia (bandiera)       | C     | Fabio Filippi          |
|    | Italia (bandiera)       | D     | Enrico Franchi         |
|    | RD del Congo (bandiera) | A     | Christian Kanyengele   |
|    | Italia (bandiera)       | D     | Massimiliano Manni     |

| N. |                      | Ruolo | Calciatore           |
| -- | -------------------- | ----- | -------------------- |
|    | Italia (bandiera)    | C     | Marco Napolioni      |
|    | Italia (bandiera)    | D     | Marco Ogliari        |
|    | Italia (bandiera)    | P     | Stefano Pardini      |
|    | Italia (bandiera)    | D     | Marco Pedotti        |
|    | Italia (bandiera)    | C     | Gaetano Pirone       |
|    | Italia (bandiera)    | D     | Valerio Quondamatteo |
|    | Italia (bandiera)    | A     | Michele Sergi        |
|    | Italia (bandiera)    | A     | Andrea Soncin        |
|    | Italia (bandiera)    | D     | Marco Taccucci       |
|    | Italia (bandiera)    | C     | Alessandro Teodorani |
|    | Argentina (bandiera) | A     | Juan Turchi          |
|    | Italia (bandiera)    | C     | Filippo Zacchei      |

## Risultati

### Campionato

#### Girone di andata
| 1º settembre 2002 1ª giornata | Sambenedettese | 2 – 0 | Taranto |  |

| 8 settembre 2002 2ª giornata | Sora | 1 – 0 | Sambenedettese |  |

| 15 settembre 2002 3ª giornata | Sambenedettese | 0 – 1 | Pescara |  |

| 22 settembre 2002 4ª giornata | Viterbese | 0 – 3 | Sambenedettese |  |

| 29 settembre 2002 5ª giornata | Teramo | 1 – 1 | Sambenedettese |  |

| 6 ottobre 2002 6ª giornata | Sambenedettese | 2 – 2 | Sporting Benevento |  |

| 13 ottobre 2002 7ª giornata | Crotone | 2 – 3 | Sambenedettese |  |

| 20 ottobre 2002 8ª giornata | Sambenedettese | 3 – 0 | Martina |  |

| 27 ottobre 2002 9ª giornata | Torres | 1 – 0 | Sambenedettese |  |

| 3 novembre 2002 10ª giornata | Sambenedettese | 0 – 0 | Vis Pesaro |  |

| 10 novembre 2002 11ª giornata | Chieti | 1 – 4 | Sambenedettese |  |

| 17 novembre 2002 12ª giornata | Sambenedettese | 1 – 1 | Avellino |  |

| 24 novembre 2002 13ª giornata | Sambenedettese | 1 – 0 | Fermana |  |

| 1º dicembre 2002 14ª giornata | Giulianova | 0 – 1 | Sambenedettese |  |

| 8 dicembre 2002 15ª giornata | Sambenedettese | 0 – 0 | Lanciano |  |

| 15 dicembre 2002 16ª giornata | L'Aquila | 0 – 3 | Sambenedettese |  |

| 22 dicembre 2002 17ª giornata | Sambenedettese | 3 – 1 | Paternò |  |

#### Girone di ritorno
| 5 gennaio 2003 18ª giornata | Taranto | 1 – 1 | Sambenedettese |  |

| 12 gennaio 2003 19ª giornata | Sambenedettese | 2 – 0 | Sora |  |

| 19 gennaio 2003 20ª giornata | Pescara | 0 – 0 | Sambenedettese |  |

| 26 gennaio 2003 21ª giornata | Sambenedettese | 3 – 1 | Viterbese |  |

| 2 febbraio 2003 22ª giornata | Sambenedettese | 1 – 3 | Teramo |  |

| 9 febbraio 2003 23ª giornata | Sporting Benevento | 1 – 1 | Sambenedettese |  |

| 16 febbraio 2003 24ª giornata | Sambenedettese | 1 – 1 | Crotone |  |

| 2 marzo 2003 25ª giornata | Martina | 1 – 1 | Sambenedettese |  |

| 9 marzo 2003 26ª giornata | Sambenedettese | 2 – 2 | Torres |  |

| 16 marzo 2003 27ª giornata | Vis Pesaro | 1 – 1 | Sambenedettese |  |

| 23 marzo 2003 28ª giornata | Sambenedettese | 0 – 0 | Chieti |  |

| 30 marzo 2003 29ª giornata | Avellino | 1 – 0 | Sambenedettese |  |

| 13 aprile 2003 30ª giornata | Fermana | 1 – 2 | Sambenedettese |  |

| 19 aprile 2003 31ª giornata | Sambenedettese | 1 – 0 | Giulianova |  |

| 27 aprile 2003 32ª giornata | Lanciano | 1 – 1 | Sambenedettese |  |

| 4 maggio 2003 33ª giornata | Sambenedettese | 2 – 0 | L'Aquila |  |

| 11 maggio 2003 34ª giornata | Paternò | 1 – 0 | Sambenedettese |  |